# Jennifer Crystal
Jennifer Crystal (Los Angeles, 26 januari 1973) is een Amerikaanse actrice. 

## Biografie
Crystal is een dochter van Billy Crystal en heeft een zus. Foley studeerde aan de Northwestern-universiteit en behaalde in 1994 haar diploma. Hier leerde ze haar toekomstige man kennen, en zijn in 2000 getrouwd en hebben samen één dochter (2003).
Crystal maakte in 1991 haar acteerdebuut in de televisieserie Sessions. Hierna speelde ze rollen in verschillende televisieseries en televisiefilms, zoals Beverly Hills, 90210 (1993), Dracula: Dead and Loving It (1995), Once and Again (2000-2001) en House (2008-2011).

## Prijzen
- 1992 Young Artist Awards in de categorie Beste jonge actrice in een televisieserie met de televisieserie Sessions – genomineerd.

## Filmografie

### Films
Uitgezonderd korte films.
- 2018 The Lie - als stem
- 2018 Despicable Me 3 - als diverse stemmen
- 2017 Smurfs: The lost village - als stem
- 2012 Parental Guidance - als Cassandra
- 2009 Bride Wars – als toegevoegde stem
- 2003 They Would Love You in France – als ??
- 2002 A Midsummer Night's Rave – als Lily
- 2001 61* – als Pat Marris in 1961
- 1997 Don King: Only in America – als secretaresse van Hank
- 1997 Fathers' Day – als Rose
- 1997 35 Miles from Normal – als Madeleine
- 1996 The Making of a Hollywood Madam – als Shana Fleiss
- 1995 Dracula: Dead and Loving It – als verpleegster
- 1995 The American President – als Maria
- 1995 Losing Isaiah – als kinderjuf
- 1995 Girl in the Cadillac – als verkoopster van Holiday Inn
- 1994 City Slickers II: The Legend of Curly's Gold – als jogster

### Televisieseries
Uitgezonderd eenmalige gastrollen.
- 2008 – 2012 House – als Rachel Taub – 17 afl.
- 2000 – 2001 Once and Again – als Christie Parker – 17 afl.
- 1993 Beverly Hills, 90210 – als Deborah – 3 afl.

- Library of Congress Control Number: no2002112564
- Virtual International Authority File: 2145564
- WorldCat: E39PBJrWyv64Xp6jQqJYw9F3Qq